# Sveriges Ridgymnasium
Sveriges Ridgymnasium är en gymnasieutbildning som bedrivs i Svedala, Flyinge, Varberg och Kungsbacka. Sveriges Ridgymnasium startade 2005 under namnet Hallands Ridgymnasium (HRG) och är en privatägd gymnasieskola. Ägarna arbetar i verksamheten. 
Alla lärare i karaktärsämnen är aktiva inom ridsporten. I Varberg samarbetar skolan med Varbergs Ridklubb. I Kungsbacka ligger skolan, stallar och manege på Höglanda gård, som inköptes 2010. I Svedala finns skolan på Bökebergs Gård & Arena, som köptes in 2016. I Flyinge på Flyinge Kungsgård.
Undervisningen bygger på Naturbruksprogrammet med inriktningen Hästhållning och oavsett vilken profil man väljer är hästen och ridsporten gemensam nämnare.  
Som elev får man möjlighet att både arbeta och studera vidare inom många områden och man kan få samma behörighet som från ett samhällsvetenskapligt eller naturvetenskapligt program. Det finns även en profil mot djurvård där man får D9-behörighet och kan arbeta på djurkliniker direkt efter studenten. Idag studerar cirka 360 elever på skolorna.
Grundare är Robert Bengtsson, som tidigare också grundat Ljud & Bildskolan.

## Gymnasieskolor
- 2005 - Sveriges Ridgymnasium Varberg[1]
- 2007 - Sveriges Ridgymnasium Kungsbacka[1]
- 2009 - Sveriges Ridgymnasium Svedala[1]
- 2015–2026 - Sveriges Ridgymnasium Flyinge[1]